# Covestro
Die Covestro AG ist ein börsennotierter Werkstoffhersteller mit Sitz in Leverkusen.
Das Unternehmen ist 2015 aus der ehemaligen Kunststoffsparte der Bayer AG hervorgegangen und firmierte bis dahin unter Bayer MaterialScience. Die Covestro entwickelt, produziert und vertreibt Polymer-Werkstoffe an etwa 50 Standorten in Europa, Asien und Amerika.

## Geschichte

### Vorgeschichte und Börsengang

Logo der Bayer MaterialScience AG

Anfang 2004 fand eine große Neustrukturierung des Bayer-Konzerns statt, dabei wurde das damalige Sortiment des Vorgängerunternehmens Bayer Polymers AG neu sortiert. Ein Teil davon wurde inklusive seiner Produktionsstätten in die neu gegründete Gesellschaft Lanxess ausgegliedert, die inzwischen als eigenständiges Unternehmen am Markt operiert. Der andere Teil verblieb im Bayer-Konzern und wurde zur Bayer MaterialScience AG.
Im September 2014 kündigte Bayer die Abspaltung und den Börsengang der Sparte an. Die Umbenennung fand am 1. September 2015 statt, der Kunstname Covestro setzt sich aus Silben der englischen Worte collaboration (Zusammenarbeit), invest (investieren) und strong (stark) zusammen.

### Börsengang
Am 18. September 2015 gab Bayer bekannt, dass die Zeichnungsphase für die Aktien vom 21. September 2015 bis voraussichtlich am 1. Oktober 2015 laufen solle. Die Preise sollten zwischen 26,50 Euro und 35,50 Euro liegen. Angestrebt wurde ein Bruttoerlös von rund 2,5 Milliarden Euro, der mit der Ausgabe von 70,4 bis 94,3 Millionen Aktien erreicht werden sollte. Am 1. Oktober 2015 verschob Covestro seinen Börsengang aufgrund des schwierigen Marktumfelds auf den 6. Oktober 2015 und senkte gleichzeitig die Angebotspanne auf 21,50 Euro bis 24,50 Euro sowie das Emissionsvolumen von 2,5 auf 1,5 Milliarden Euro.
Das Unternehmen wurde mit Wirkung zum 21. Dezember 2015 in den Aktienindex MDAX aufgenommen.
Zum 1. April 2016 wurde die Covestro-Aktie in den STOXX Europe 600 aufgenommen. Mit Wirkung zum 19. März 2018 wurde Covestro in den Aktienindex DAX aufgenommen.

### Weitere Entwicklung
Am 30. September 2020 wurde bekanntgegeben, dass Covestro vom niederländischen Chemieunternehmen DSM den Geschäftsbereich nachhaltige Beschichtungsharze (Bezeichnung Resins & Functional Materials, kurz RFM) übernehmen würde. Damit wolle Covestro seinen Geschäftsbereich Coatings, Adhesives, Specialties (CAS) zum dritten etwa gleich großen Standbein des Unternehmens – neben den Geschäftsbereichen Polyurethane und Polycarbonate – ausbauen. Der Kaufpreis von 1,61 Milliarden Euro beinhalte Eigen- wie Fremdkapitalanteile. Am 1. April 2021 wurde die Akquisition abgeschlossen, die RFM-Geschäfte brachten einen Umsatz von einer Milliarde Euro mit.

## Konzernkennzahlen
| in Euro                   | 2017   | 2018   | 2019   | 2020   | 2021   | 2022   | 2023   | 2024   |
| ------------------------- | ------ | ------ | ------ | ------ | ------ | ------ | ------ | ------ |
| Umsatz Mio.               | 14.138 | 14.616 | 12.412 | 10.706 | 15.903 | 17.968 | 14.377 | 14.179 |
| Ergebnis vor Steuern Mio. | 2.681  | 2.497  | 781    | 617    | 2.198  | 147    | 93     | -23    |
| Mitarbeiter               | 16.681 | 17.311 | 17.751 | 17.052 | 17.909 | 17.985 | 17.520 | 17.503 |

## Aktionärsstruktur

### Börsengang

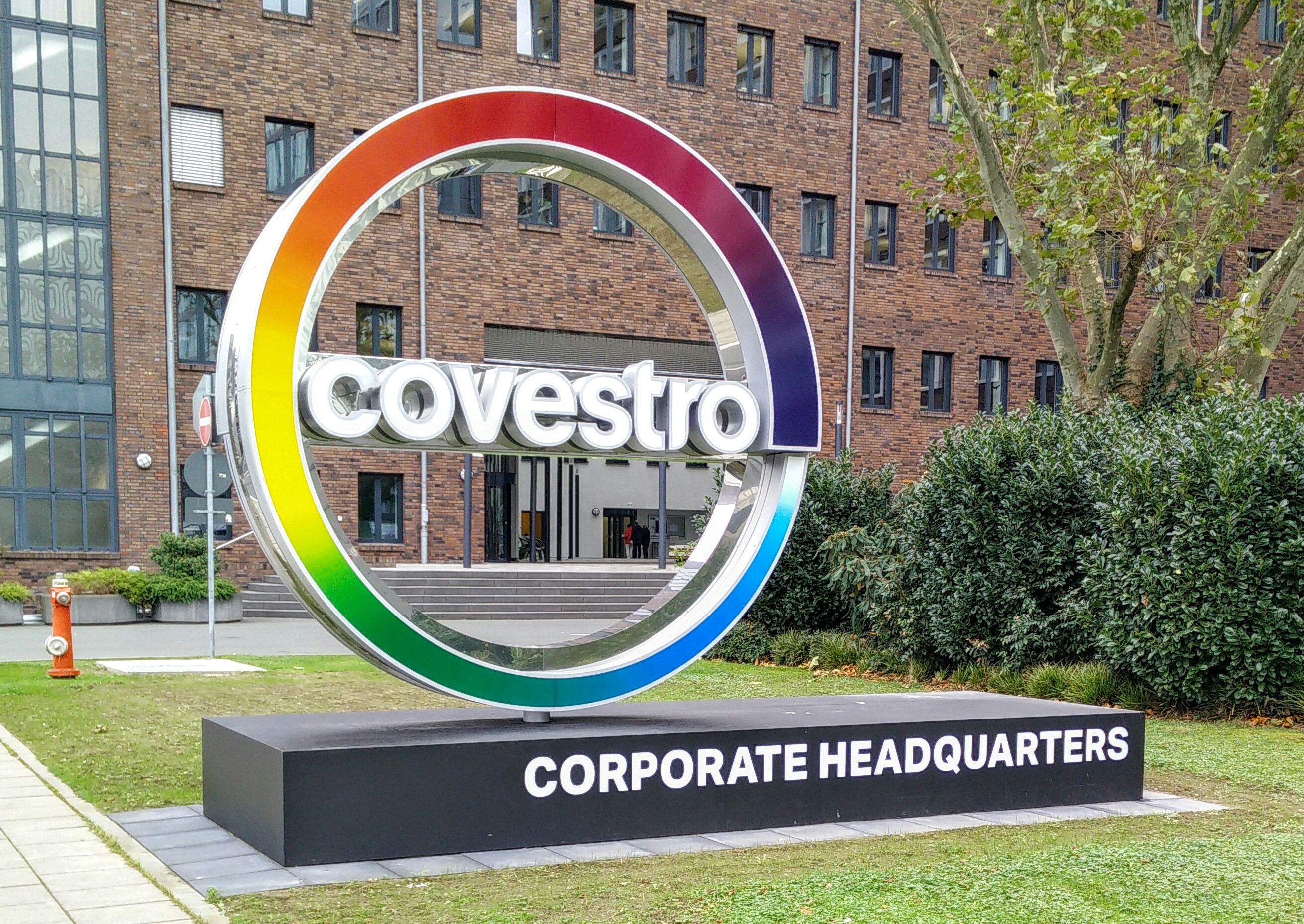
Das Logo vor der ehemaligen Konzernzentrale in Leverkusen

Das Grundkapital der Gesellschaft ist eingeteilt in 183 Millionen Inhaberaktien. Nach Emission der Aktie im September 2015 hatte die Bayer AG ihren Anteil an Covestro stückweise reduziert. Lediglich der Anteil der Bayer AG war als Festbesitz betrachtet worden, dieser wurde mit Ablauf der Umtauschanleihe 2020 verkauft, weswegen danach 100 % des Grundkapitals als Streubesitz galten.

### Übernahme durch ADNOC
Im September 2023 informierte Covestro über Gespräche mit der Abu Dhabi National Oil Company (ADNOC), die an einer Übernahme des Unternehmens interessiert sei. Am 1. Oktober 2024 teilte Covestro mit, dass es ein Übernahmeangebot durch ADNOC in der Höhe von 62 Euro pro Aktie unterstützt. Der Staatskonzern aus Abu Dhabi würde Covestro damit für bis zu 16 Milliarden Euro übernehmen.
Nach dem Ende der sogenannten weiteren Annahmefrist am 16. Dezember 2024 besitzt ADNOC oder hat Zugriff auf insgesamt 91,3 % der ausstehenden Aktien. Nach Erteilung der kartellrechtlichen Freigaben dürfte das Closing im zweiten Halbjahr 2025 erfolgen. Bis dahin sollte es ADNOC auch möglich sein, die für ein Squeeze-Out erforderlichen weiteren 3,7 % der Aktien zu erwerben. Am 2. Januar 2025 teilte Goldman Sachs gemäß WpHG mit, über 6,48 % der Stimmrechte zu verfügen. Am 3. Januar 2025 teilte BlackRock gemäß WpHG mit, über 5,74 % der Stimmrechte zu verfügen.

## Aktivitäten

### Geschäftsstruktur
Covestro gliederte sich bis zum 30. Juni 2021 in drei Segmente (Business Units):
BU Polyurethanes (BU PUR)
Polyurethane sind unter anderem Vorprodukte für weichen und harten Schaumstoff. Das Material wird in weicher Form vor allem in Matratzen, Polstermöbeln und Autositzen eingesetzt; als Hartschaum dient es vor allem zur Dämmung von Gebäuden und Kühlgeräten.
BU Polycarbonates (BU PCS)
Polycarbonate werden unter anderem in Fahrzeugen, Gebäuden, Elektro- und Elektronikgeräten und medizinischen Apparaturen verwendet. Covestro stellt Polycarbonate in Form von Granulaten, Verbundwerkstoffen und Halbzeugen her.
BU Coatings, Adhesives, Specialties (BU CAS)
In diesem Segment produziert Covestro Vorprodukte für Lacke, Kleb- und Dichtstoffe sowie Spezialprodukte, zu denen beispielsweise Folien zählen. Haupteinsatzbereiche sind Transport und Verkehr, Infrastruktur, Bau, Holzverarbeitung und Möbel.

### Neustrukturierung
Seit dem 1. Juli 2021 wurden die Business Units aufgelöst und kleinteiliger aufgestellt, um besser den Kundenbedürfnissen entsprechen zu können. Der Konzern teilt sich nun in die zwei Segmente „Solutions and Specialties“ sowie „Performance Materials“. Die 7 neu entstandenen Business Entities agieren eigenständig und greifen auf einige Zentralfunktionen zurück.
- Solutions and Specialties: Dieses Segment umfasst die sechs folgenden Geschäftseinheiten. Hier liegt der Fokus auf komplexen Produkten mit hoher Innovationsgeschwindigkeit, die Covestro mit anwendungstechnischen Dienstleistungen kombiniert.
  - BE Tailored Urethanes (BE TUR)
  - BE Thermoplastic Polyurethanes (BE TPU)
  - BE Coatings and Adhesives (BE CA)
  - BE Elastomers (BE ELA)
  - BE Engineering Plastics (BE EP)
  - BE Specialty Films (BE SF)
- Performance Materials (BE PM): Diese Geschäftseinheit bildet ein eigenes Segment und umfasst das Geschäft mit standard polycarbonates, standard urethan components sowie base chemicals. Hier liegt der Fokus auf der zuverlässigen Lieferung von Standardprodukten zu wettbewerbsfähigen Marktpreisen.

Covestro ist an rund 30 Standorten vertreten. Die größten Produktionsstandorte sind in Deutschland (Brunsbüttel, Dormagen, Krefeld-Uerdingen, Leverkusen), Belgien (Antwerpen), China (Shanghai), Thailand (Industriegebiet Map Ta Phut) und den USA (Baytown, Texas).

### Märkte
Die wichtigsten Abnehmerbranchen für die Werkstoffe und Anwendungslösungen von Covestro sind die Automobilindustrie, die Bauwirtschaft, die Holzverarbeitungs- und Möbelindustrie sowie die Elektro-/Elektronik-Branche, außerdem Bereiche wie Sport, Textilien, Kosmetik, Gesundheit. Ferner beliefert das Unternehmen andere Chemiefirmen mit chemischen Vor- und Kuppelprodukten wie Chlor und Styrol.

### Bekannte Erfindungen
Die bis zur Zusammenfassung 2020 größten Business Units Polyurethane und Polycarbonates blicken auf eine lange Erfindungsgeschichte im eigenen Hause zurück. Otto Bayer synthetisierte erstmals im Jahre 1937 Polyurethane. Hermann Schnell war 1953 der Urheber für das erste industriell relevante Polycarbonat.